# Cheget

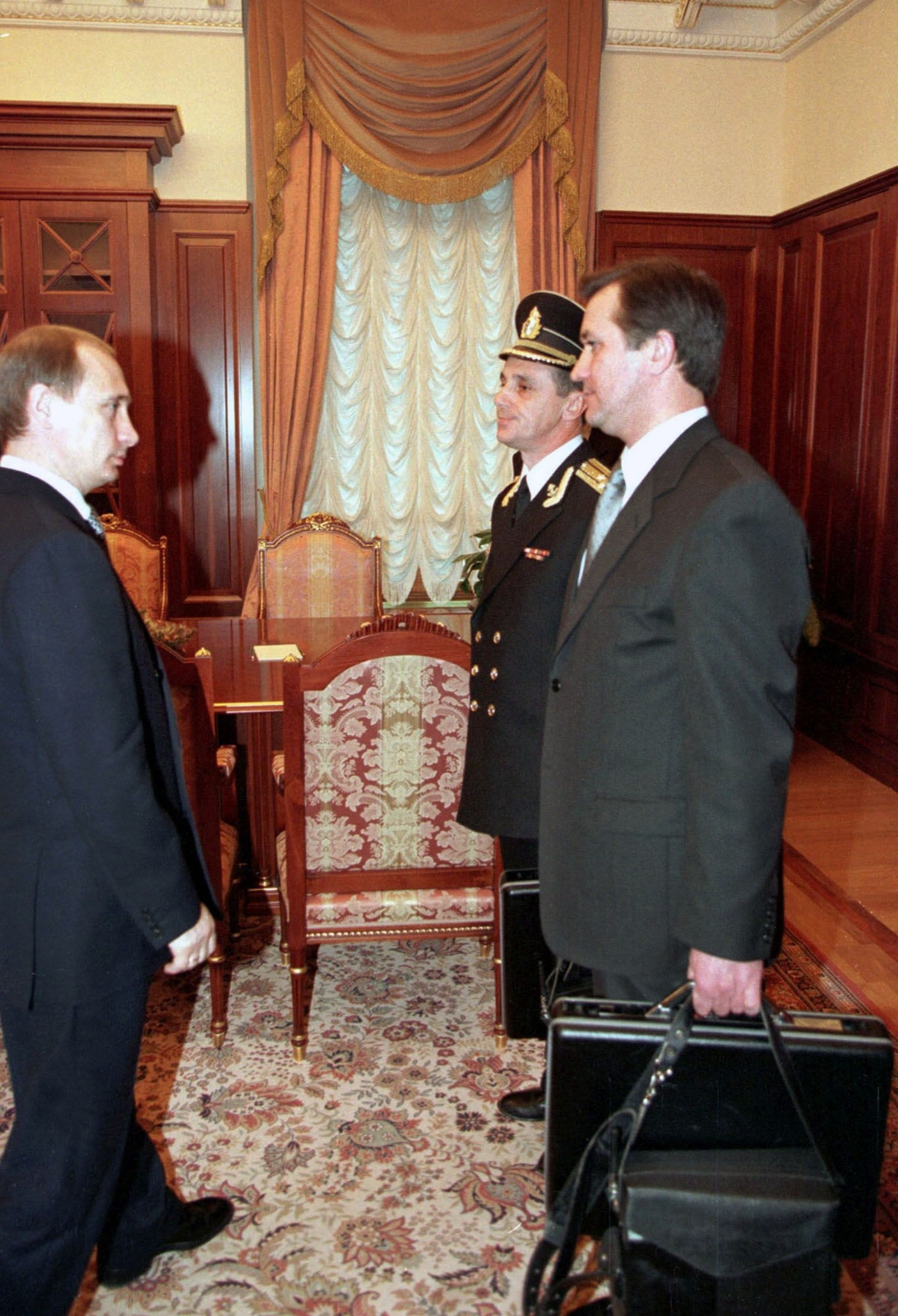
El presidente Vladímir Putin recibiendo, el 31 de diciembre de 1999, el “maletín nuclear” con los códigos de control del arsenal atómico ruso.

Cheget (en ruso: Чегет, transliterado estrictamente al español o castellano como Cheguet, en referencia al nombre de un monte de la región rusa de Kabardino Balkaria) es un “maletín nuclear” que es parte del sistema automático de comando y control de las Fuerzas Nucleares Estratégicas rusas (cuyo nombre código es Kazbek).
Fue desarrollado durante el corto período de gobierno de Yuri Andrópov, a principios de la década de 1980 y recién puesto efectivamente en servicio cuando ascendió al poder en marzo de 1985 el último líder soviético, Mijaíl Gorbachov.[cita requerida]
Está conectado con un sistema especial de comunicaciones cifrado de nombre código Kavkaz (“Cáucaso”), el cual permite la comunicación entre altos funcionarios del gobierno mientras estén tomando la decisión acerca de si deberían usar armas nucleares, el que a su vez está conectado a Kazbek, el cual abarca a todos los individuos y agencias involucradas en el comando y control del arsenal nuclear estratégico del país.
El presidente ruso en ejercicio tiene un Cheget a mano en todo momento. También se suele asumir, aunque no se lo sabe con certeza, que también se suelen despachar algunos “maletines nucleares” al Ministerio de Defensa de Rusia, así como al teniente general al mando del Estado Mayor Conjunto de la nación.
El Estado Mayor recibe la señal e iniciaría un hipotético (contra)ataque atómico devastador, a partir del paso de los códigos de autorización respectivos complejos de lanzamiento de cohetes nucleares o a silos individuales de ICBMs (misiles balísticos intercontinentales).
Al igual que lo que sucede con el maletín nuclear estadounidense (conocido como nuclear football en la jerga política de los Estados Unidos), el maletín nuclear ruso se ha convertido en símbolo de la autoridad presidencial.